# Đường giao thông

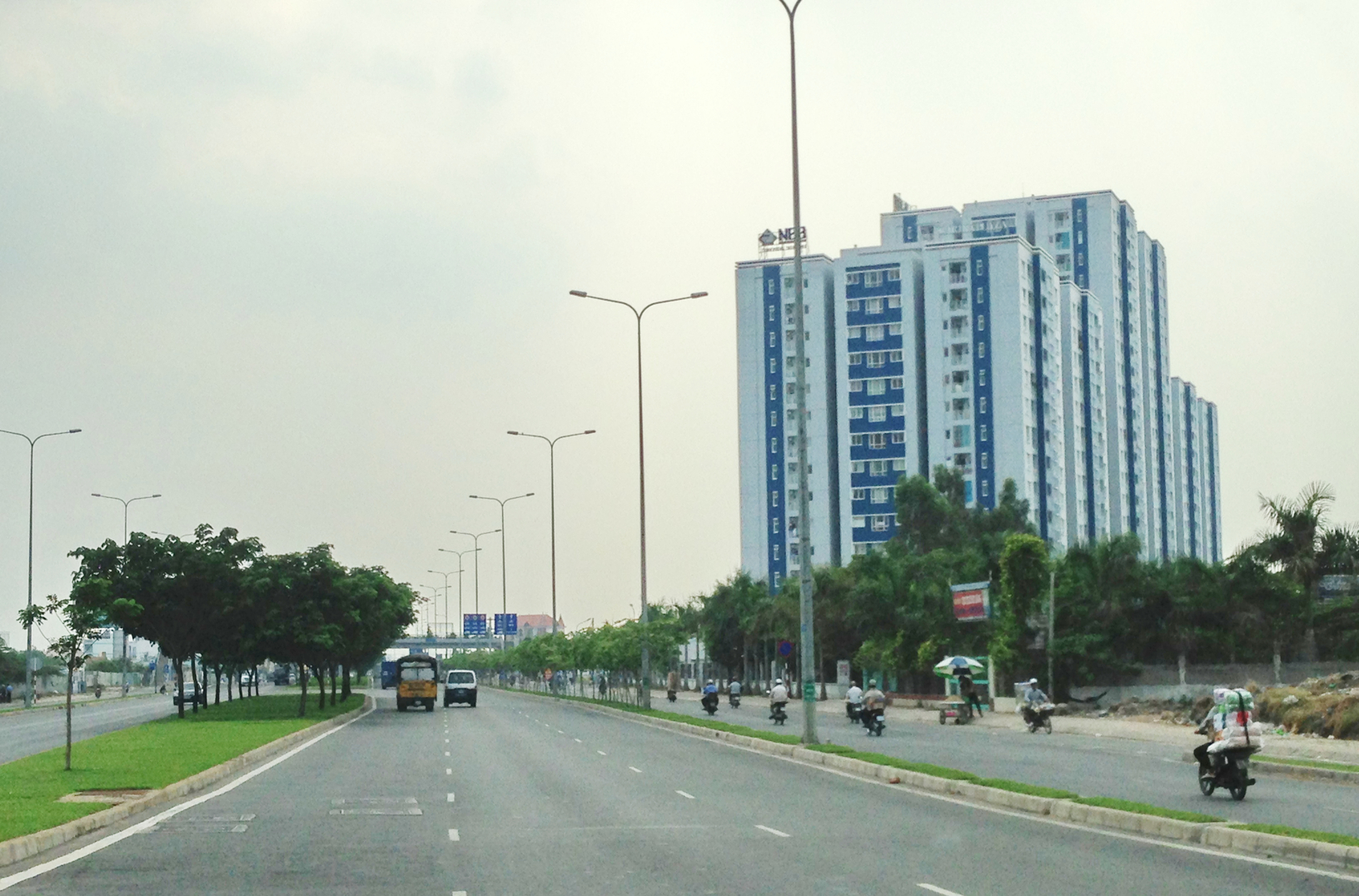
Một đoạn đường Võ Văn Kiệt tại Thành phố Hồ Chí Minh, Việt Nam

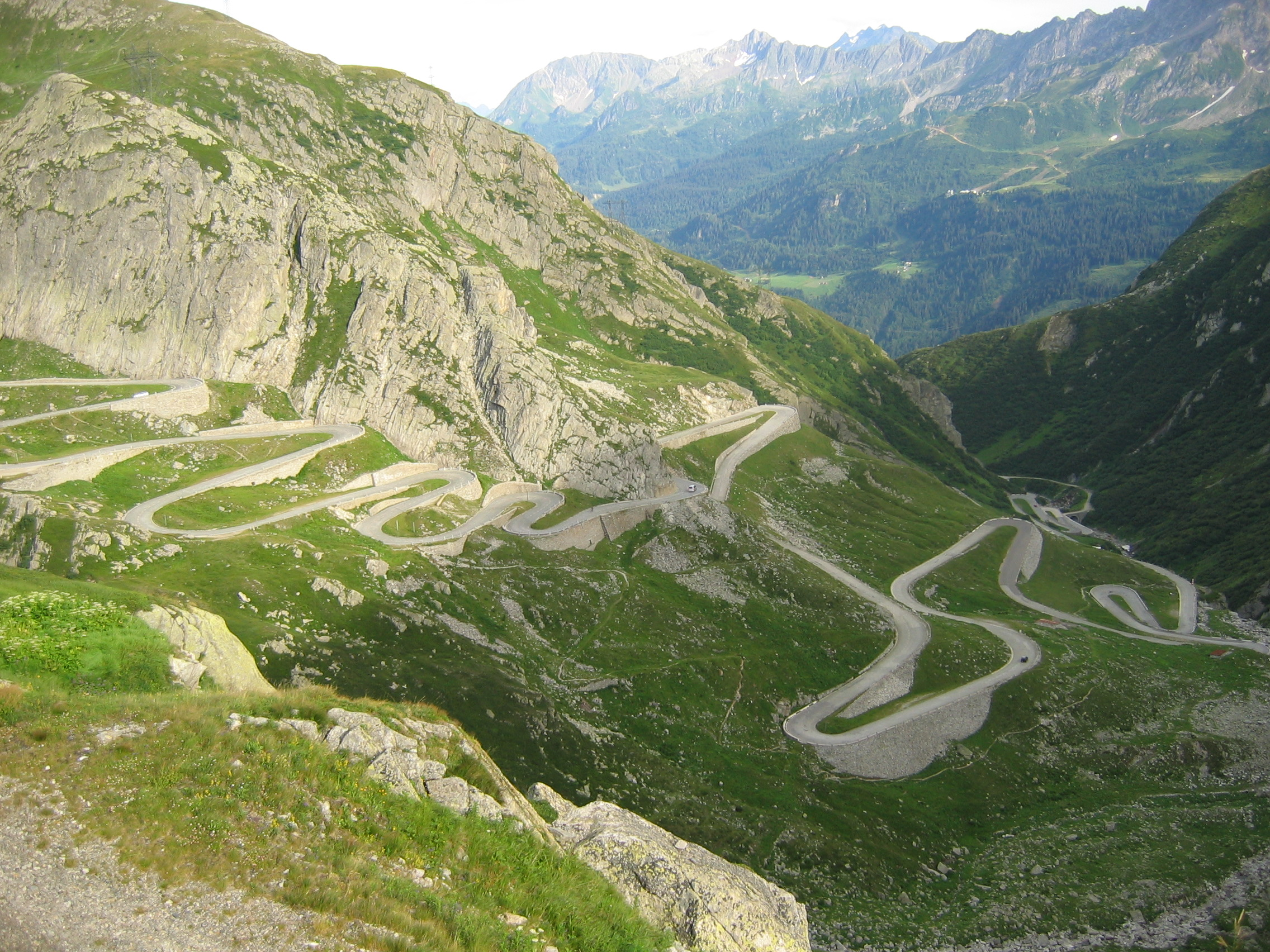
Đường Đèo St. Gotthard với những khúc cua tay áo tại dãy Alps Thuỵ Sĩ, Thuỵ Sĩ

Đường là một lộ trình, đường đi có thể phân biệt giữa các địa điểm. Các con đường nói chung đều phẳng, được trải nhựa, hay làm theo một cách nào đó để cho phép giao thông dễ dàng; dù không cần thiết phải luôn như vậy, và trong lịch sử nhiều con đường chỉ đơn giản là những tuyến đường được nhận biết mà không được xây dựng hay bảo dưỡng chính thức.
Thuật ngữ này cũng thường được dùng để chỉ các đường phố, đường thủy là nơi đi lại của tàu thuyền.
Tại các khu vực đô thị đường có thể đi xuyên qua một thành phố hay làng và được đặt tên như các con phố, phục vụ cả hai chức năng như không gian giao thông đô thị và đường sá. Kinh tế và xã hội phụ thuộc lớn vào những con đường có hiệu quả. Tại Liên minh châu Âu (EU) 44% lượng hàng hoá được vận chuyển bằng xe tải qua các tuyến đường và 85% lượng hành khách được vận chuyển bằng xe hơi, xe buýt hay xe buýt đường dài trên các tuyến đường.

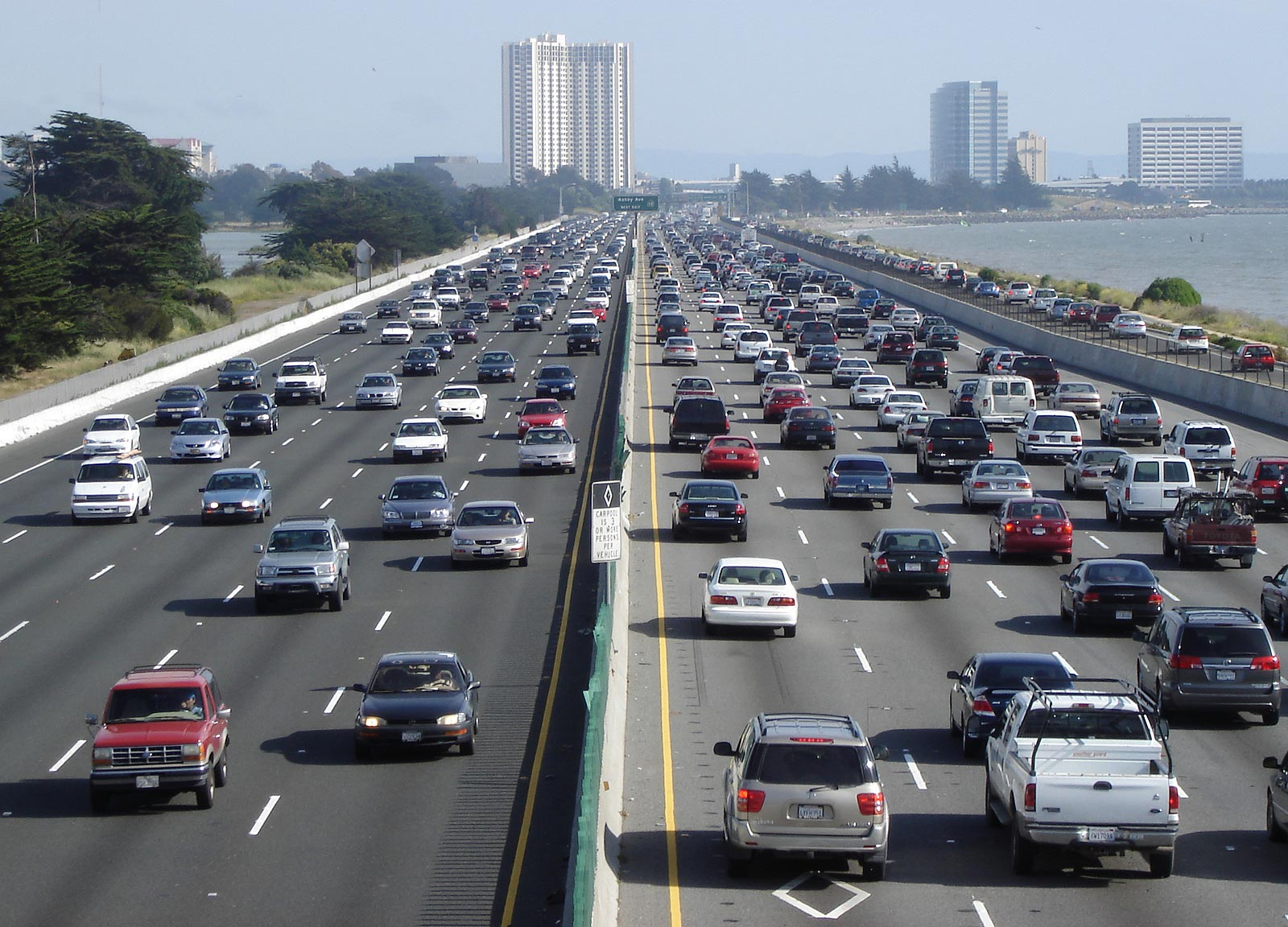
Xa lộ Liên tiểu bang 80 là xa lộ liên tiểu bang dài thứ hai ở Hoa Kỳ, chạy từ California tới New Jersey

Hoa Kỳ có mạng lưới đường bộ lớn nhất thế giới với 6,430,366 km (2005). Ấn Độ đứng thứ hai về mạng lưới đường bộ với 3,383,344 km (2002). Trung Quốc thứ ba với 1,870,661 km (2004). Khi xét về đường cao tốc thì Hệ thống Đường cao tốc Quốc gia (NTHS) tại Trung Quốc có tổng chiều dài 45,000 km vào cuối năm 2006, và 60,300 km vào cuối năm 2008, đứng thứ hai chỉ sau Hoa Kỳ với 90,000 km năm 2005.

## Lịch sử xây dựng đường bộ
Việc coi những con đường mòn đầu tiên là các con đường nhỏ do các con thú tạo ra nói chung không được chấp nhận rộng, với lý lẽ rằng những con thú không đi theo những con đường thường xuyên. Những người khác tin rằng một số con đường bắt nguồn từ những đường mòn do các con thú tạo ra đó. Đường Icknield là một ví dụ về kiểu nguồn gốc đường bộ này, theo đó cả con người và động vật đều lựa chọn cùng một tuyến đường tự nhiên. Tới khoảng năm 10,000 trước Công Nguyên, những con đường mòn gồ ghề đã được những người lữ khách sử dụng.
- Các con phố được lát đá đã được tìm thấy ở thành phố Ur tại Trung Đông có niên đại từ 4000 năm trước Công Nguyên.[3]
- Các con đường Corduroy (log roads) được tìm thấy có niên đại khoảng 4,000 trước Công Nguyên tại Glastonbury, Anh Quốc.[3]
- Sweet Track tại Anh Quốc, là một trong những con đường được thi công cổ nhất được phát hiện và là con đường gỗ cổ nhất được phát hiện ở Bắc Âu. Được xây dựng vào mùa đông năm 3807 trước Công Nguyên hay mùa xuân năm 3806 trước Công Nguyên, niên đại theo vòng gỗ (Khoa nghiên cứu tuổi thọ của cây) cho phép xác định niên đại rất chính xác. Nó từng được tuyên bố là con đường cổ nhất thế giới.[12][13]
- Các con phố lát gạch đã được sử dụng ở Ấn Độ ngay từ năm 3000 trước Công Nguyên.[3]
- Năm 500 trước Công Nguyên, Darius I Đại đế đã khởi động một mạng lưới đường sá rộng lớn cho Ba Tư (Iran), gồm cả con Đường Hoàng gia nổi tiếng và là một những tuyến đường cao tốc tốt nhất thời kỳ ấy.[14] Con đường vẫn được sử dụng sau thời La Mã.

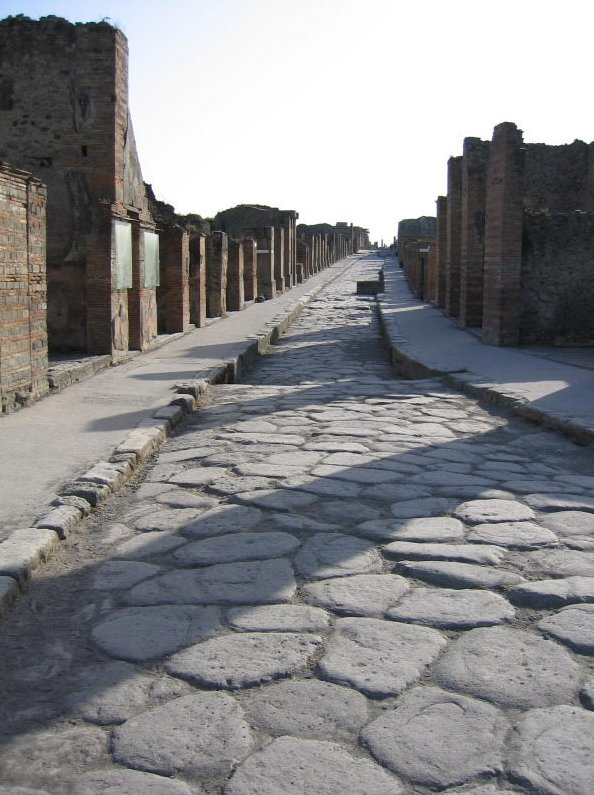
Một con đường La Mã được lát đá tại Pompeii, Ý.

- Thời cổ đại, việc vận tải bằng đường sông dễ dàng hơn nhiều so với đường bộ,[13] đặc biệt khi xem xét giá thành xây dựng đường và sự khác biệt giữa khả năng vận chuyển của xe ngựa và sà lan trên sông. Một hệ thống lai giữa vận tải đường bộ và đường sông bắt đầu khoảng năm 1740 là tàu ngựa kéo trong đó những chú ngựa đi dọc theo các con đường đã được phát quang dọc bờ sông.[15][16]
- Từ khoảng năm 312 trước Công Nguyên, Đế chế La Mã đã xây dựng những con đường La Mã lát đá thẳng chạy suốt châu Âu và Bắc Phi,[17] để hỗ trợ cho các chiến dịch quân sự của họ. Thời đỉnh cao Đế chế La Mã được kết nối với 29 tuyến đường chính chạy từ Roma và có 78,000 kilômét hay 52,964 dặm La Mã đường lát đá.[13]
- Năm 700 sau Công Nguyên, nhiều con đường đã được xây dựng trên khắp Đế chế Ả Rập. Những con đường công phu nhất là những con đường tại Baghdad, Iraq, được trải nhựa đường ở thế kỷ thứ 8. Nhựa đường xuất xứ từ dầu mỏ, có từ các giếng dầu trong vùng, qua các quá trình chưng cất phá huỷ hoá chất.[18]
- Vào những năm 1600, việc xây dựng và bảo dưỡng đường sá tại Anh theo truyền thống được thực hiện bởi các giáo xứ địa phương.[13] Điều này khiến đường sá có chất lượng kém và không đồng đều. Để giải quyết vấn đề đó, "Các công ty thu phí đường" đầu tiên được thành lập khoảng năm 1706, để xây dựng những con đường tốt và thu phí từ xe cộ qua lại. Cuối cùng có xấp xỉ 1,100 Công ty tại Anh và khoảng 36,800 km đường được xây dựng.[13] Những cuộc nổi dậy Rebecca tại Carmarthenshire và Rhayader từ năm 1839 tới năm 1844 đã gây sức ép lên Hội đồng Hoàng gia dẫn tới việc giải tán hệ thống năm 1844.[19]

## Kinh tế vận tải

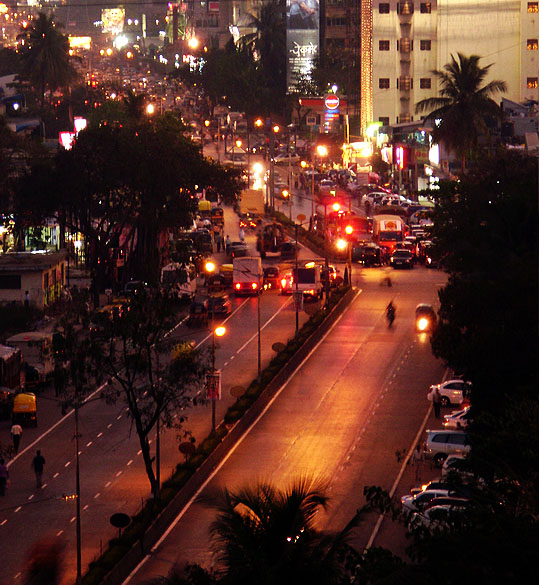
Một con đường tại Mumbai, Ấn Độ. Hầu hết các con đường trên khắp thế giới được xây dựng và bảo dưỡng bởi nhà nước

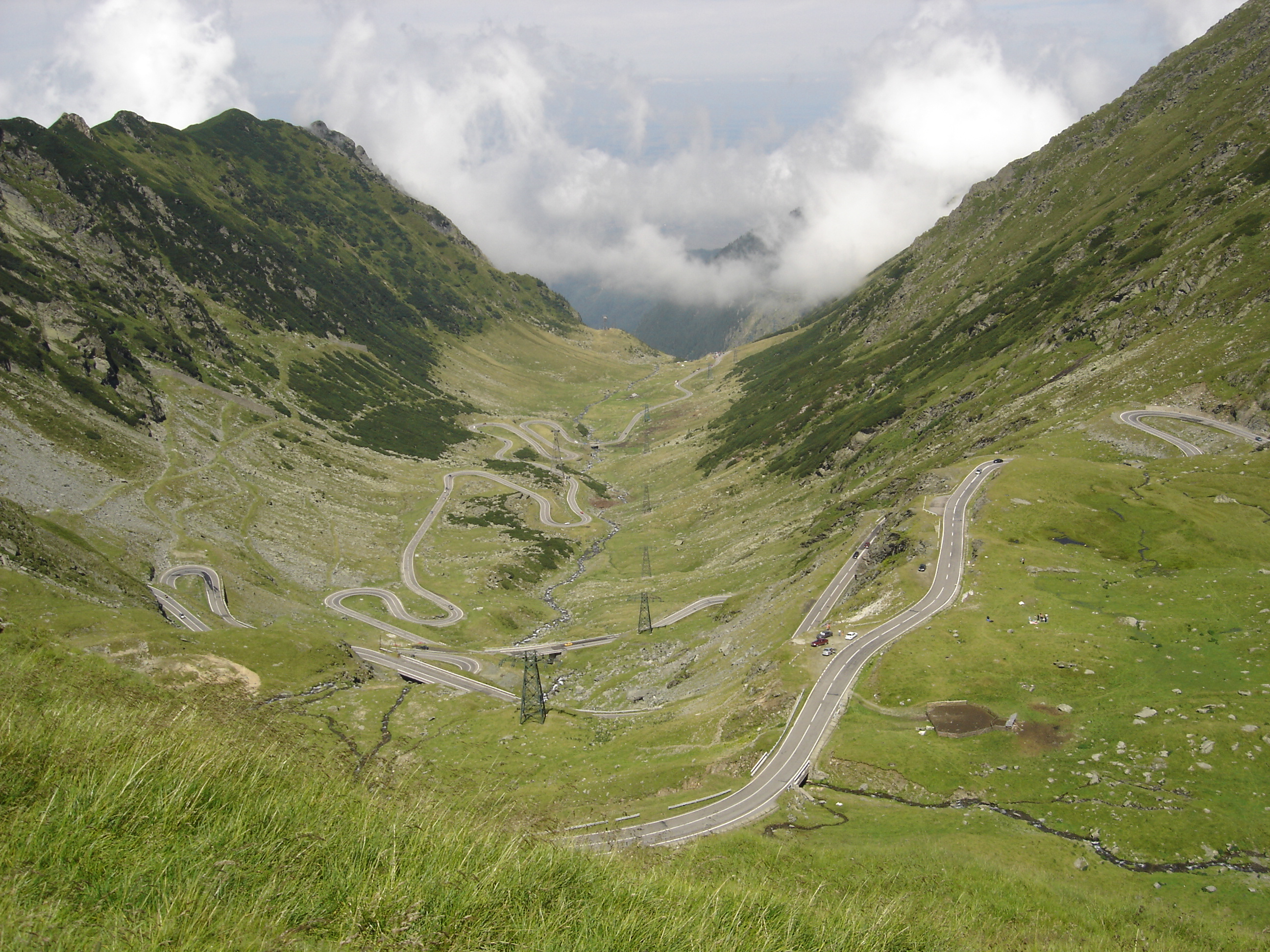
Transfăgărăşan tại România, đầu tiên được xây dựng làm một con đường quân sự.

Kinh tế vận tải là một nhánh của kinh tế có nhiệm vụ bố trí các nguồn tài nguyên bên trong lĩnh vực vận tải và có những liên kết mạnh với xây dựng dân dụng. Kinh tế vận tải khác biệt so với một số nhánh kinh tế khác về mặt giả định với một nền kinh tế phi không gian và tức thời là không có. Con người và hàng hoá di chuyển qua các mạng lưới ở một số tốc độ. Nhu cầu tăng. Số lượng vé bán ra nhiều thường dẫn tới hạ giá vé. Chính các mạng lưới có thể hay không thể là cạnh tranh. Một chuyến đi một chiều (hoàng hoá cuối cùng từ quan điểm của người tiêu thụ) có thể đòi hỏi sự liên quan tới các dịch vụ của nhiều công ty, cơ quan và phương thức.
Dù các hệ thống vận tải tuân theo cùng lý thuyết cung và cầu như các ngành kinh tế khác, những sự phức tạp của các hiệu ứng mạng lưới và những lựa chọn giữa các hàng hoá không tương đương (ví dụ đi lại bằng xe hơi và xe buýt) khiến việc đánh giá nhu cầu về các cơ sở vận tải là khó khăn. Sự phát triển của các mô hình để ước tính các lựa chọn có thể giữa các hàng hoá không tương đương có liên quan trong các mô hình quyết định vận tải "lựa chọn riêng rẽ" đã dẫn tới sự phát triển của một nhánh quan trọng của toán kinh tế, và một Giải Nobel cho Daniel McFadden.
Trong vận tải, cầu có thể được tính toán trong các con số của các chuyến đi được thực hiện hay trong tổng số khoảng cách đã đi quan của mọi chuyến đi (ví dụ hành khách/kilômét cho vận tải công cộng hay phương tiện/kilômét đi lại (VKT) cho vận chuyển tư nhân). Cung được coi là một thước đo năng lực. Giá của hàng hoá (đi lại) được đo bằng cách sử dụng chi phí chung của chuyến đi, gồm cả chi phí tiền và thời gian. Hiệu ứng tăng cung (năng lực) được quan tâm đặc biệt trong kinh tế vận tải (xem induced demand), bởi các hậu quả môi trường có thể diễn ra là lớn.
Xây dựng và bảo dưỡng đường sá là một hoạt động kinh tế vẫn chủ yếu thuộc lĩnh vực công (dù thường xuyên qua các nhà thầu tư nhân). Đường (ngoại trừ những con đường thuộc sở hữu thư không thể tiếp cận với đại chúng) nói chung được chi trả bằng thuế (thường là thuế gộp sẵn trong giá mua nhiên liệu), dù một số tuyến đường công cộng, đặc biệt là đường cao tốc lấy chi phí từ phí đi lại.

## Những ảnh hưởng môi trường

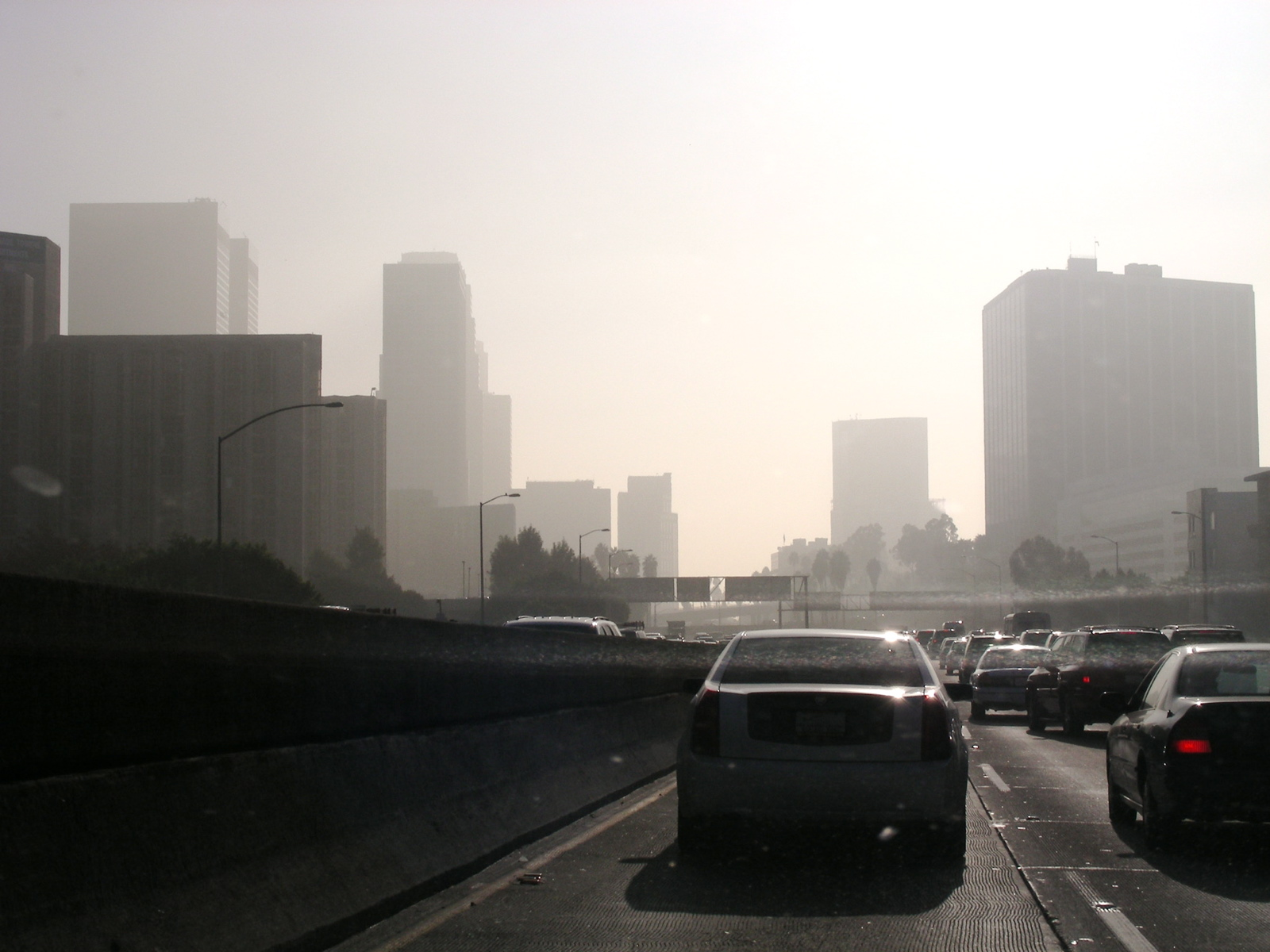
Ô nhiễm không khí dọc theo Đường cao tốc Pasadena ở Los Angeles, Hoa Kỳ

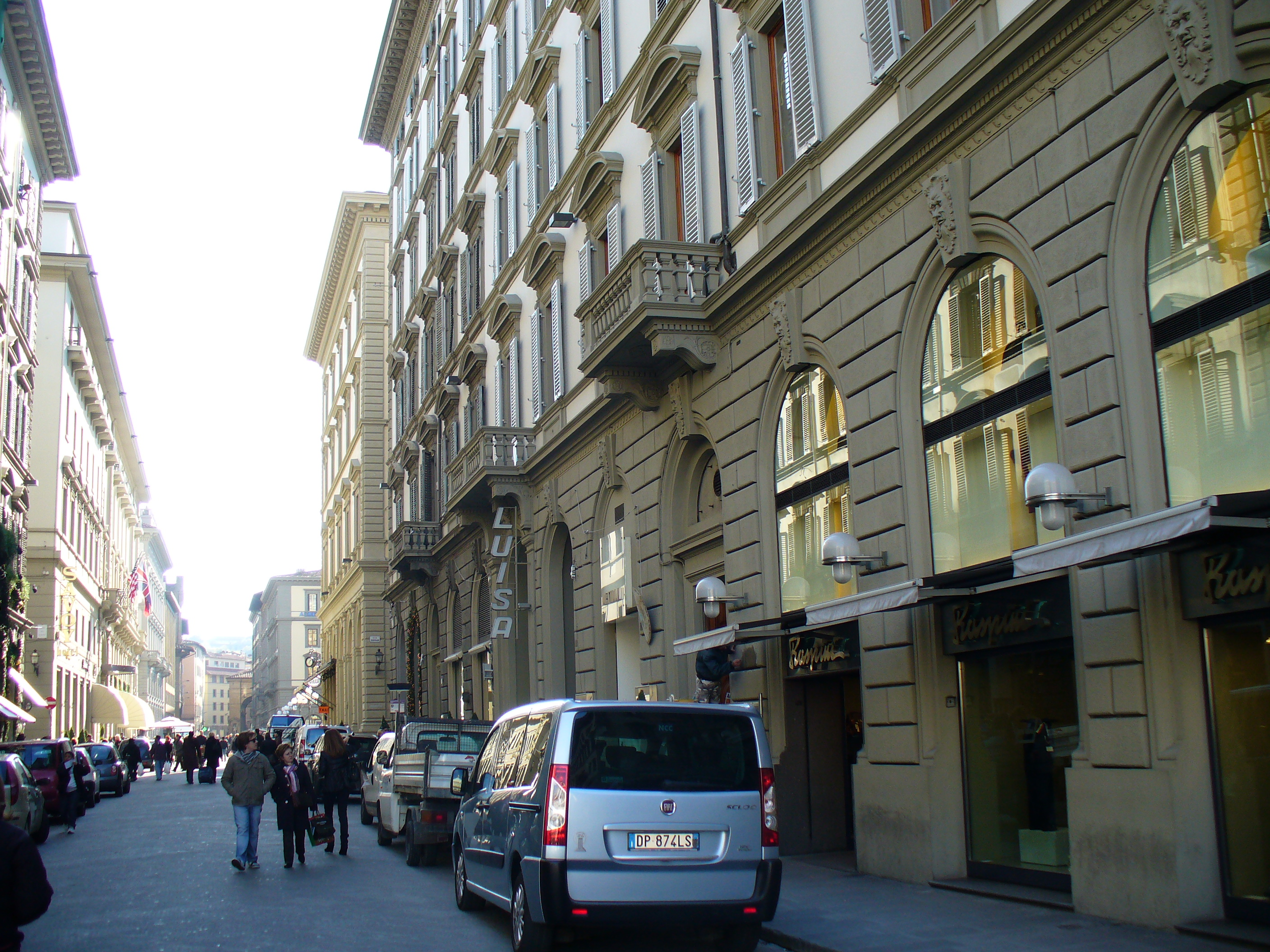
Đi dạo tại Florence, Ý

### Ô nhiễm không khí
Phương tiện có động cơ hoạt động trên các con đường góp phần tạo ra khí thải, đặc biệt trong điều kiện các con phố chặt ních và giao thông tốc độ thấp ở đô thị. Đặc biệt đáng lo ngại là khí thải dạng hạt từ các động cơ diesel. Những sự tập trung ô nhiễm không khí và những hiệu ứng có hại tới hô hấp lớn hơn ở gần đường so với ở những nơi xa. Bụi đường do các phương tiện cuốn lên có thể gây ra dị ứng. Cát được đổ trên những con đường đóng băng có thể bị các phương tiện nghiền nhỏ thành các hạt mịn và góp phần làm ô nhiễm không khí.

### Ô nhiễm nước
Nước đô thị từ các con đường và các bề mặt không thẩm thấu là một nguồn gây ô nhiễm chính. Nước mưa và tuyết tan chảy từ các con đường thường mang theo xăng, dầu động cơ, các kim loại nặng, rác và các chất ô nhiễm khác. Nước thoát từ mặt đường mang theo nhiều nickel, đồng, kẽm, cadmium, chì và hydrocarbon đa vòng thơm (PAHs), được tạo ra như các sản phẩm phụ của động cơ đốt trong hoạt động bằng xăng và các nhiên liệu hoá thạch khác.
Các hoá chất làm tan băng và cát có thể vãi ra hai bên đường, làm ô nhiễm nước ngầm và nước bề mặt. Các loại muối đường (chủ yếu là chloride của natri, calci hay magne) có thể độc hại với các loại cây và động vật nhạy cảm. Cát có thể biến đổi các môi trường lòng suối, gây tác động tới các loài cây và thú sống tại đó.

### Ô nhiễm tiếng ồn
Giao thông của phương tiện trên đường tạo ra ô nhiễm tiếng ồn đặc biệt khi hoạt động ở tốc độ cao, gần các đoạn giao cắt và các đoạn dốc. Vì thế, có nhiều hiệu ứng tiếng ồn gây hại cho sức khoẻ từ các hệ thống đường bộ có nhiều phương tiện lưu thông. Các biện pháp giảm nhẹ tiếng ồn có tồn tại để làm giảm những mức độ tiếng ồn. Ý tưởng áp dụng kỹ thuật tiếng ồn vào việc thiết kế đường lần đầu xuất hiện khoảng năm 1973.

## Lưu thông bên phải và bên trái

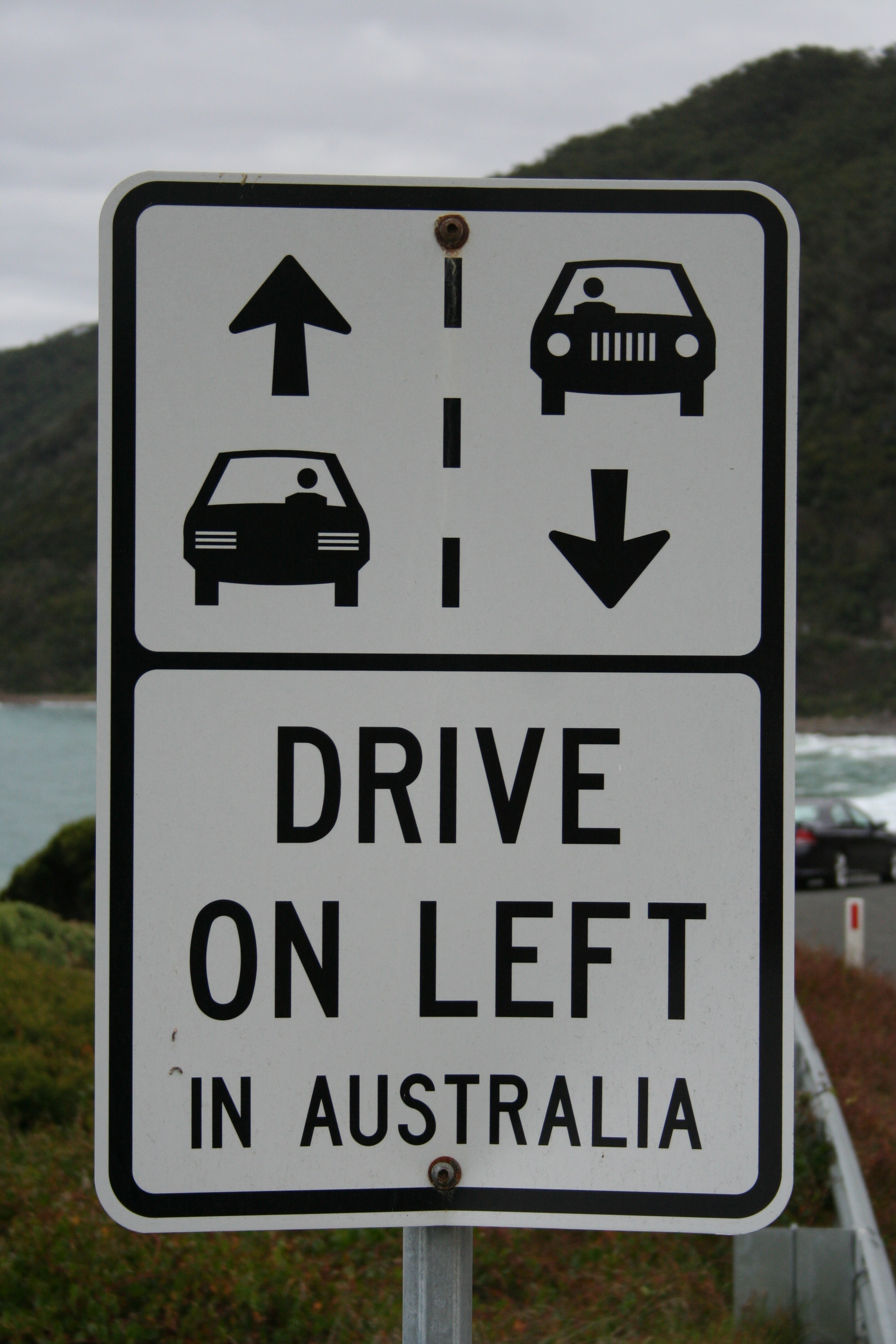
Một bảng hiệu trên Great Ocean Road của Úc nhắc nhở những người lái xe nước ngoài đi theo bên trái.

Việc giao thông bên phía phải hay bên phía trái đường tuỳ thuộc theo từng quốc gia. Tại những quốc gia giao thông bên phải, các bảng hiệu giao thông chủ yếu ở bên phải đường, các điểm đường vòng và vòng xoáy giao lộ đi theo hướng ngược chiều kim đồng hồ, và người đi bộ đi ngang qua một con đường hai chiều đầu tiên phải quan sát dòng giao thông bên trái. Tại các quốc gia lưu thông bên trái, mọi điều hoàn toàn ngược lại.
Khoảng 34% dân số thế giới giao thông bên trái, và 66% theo bên phải. Theo khoảng cách đường bộ, khoảng 28% đi bên trái và 72% bên phải, dù ban đầu hầu hết giao thông trên thế giới là theo bên trái.

## Xây dựng

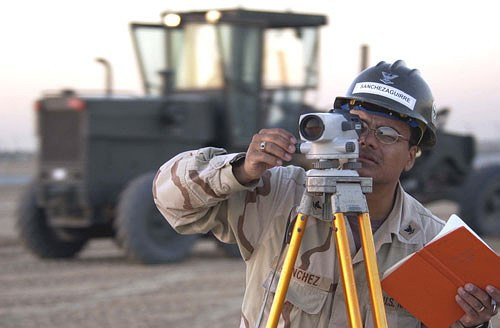
Giám sát đang làm việc với một máy trắc đạc.

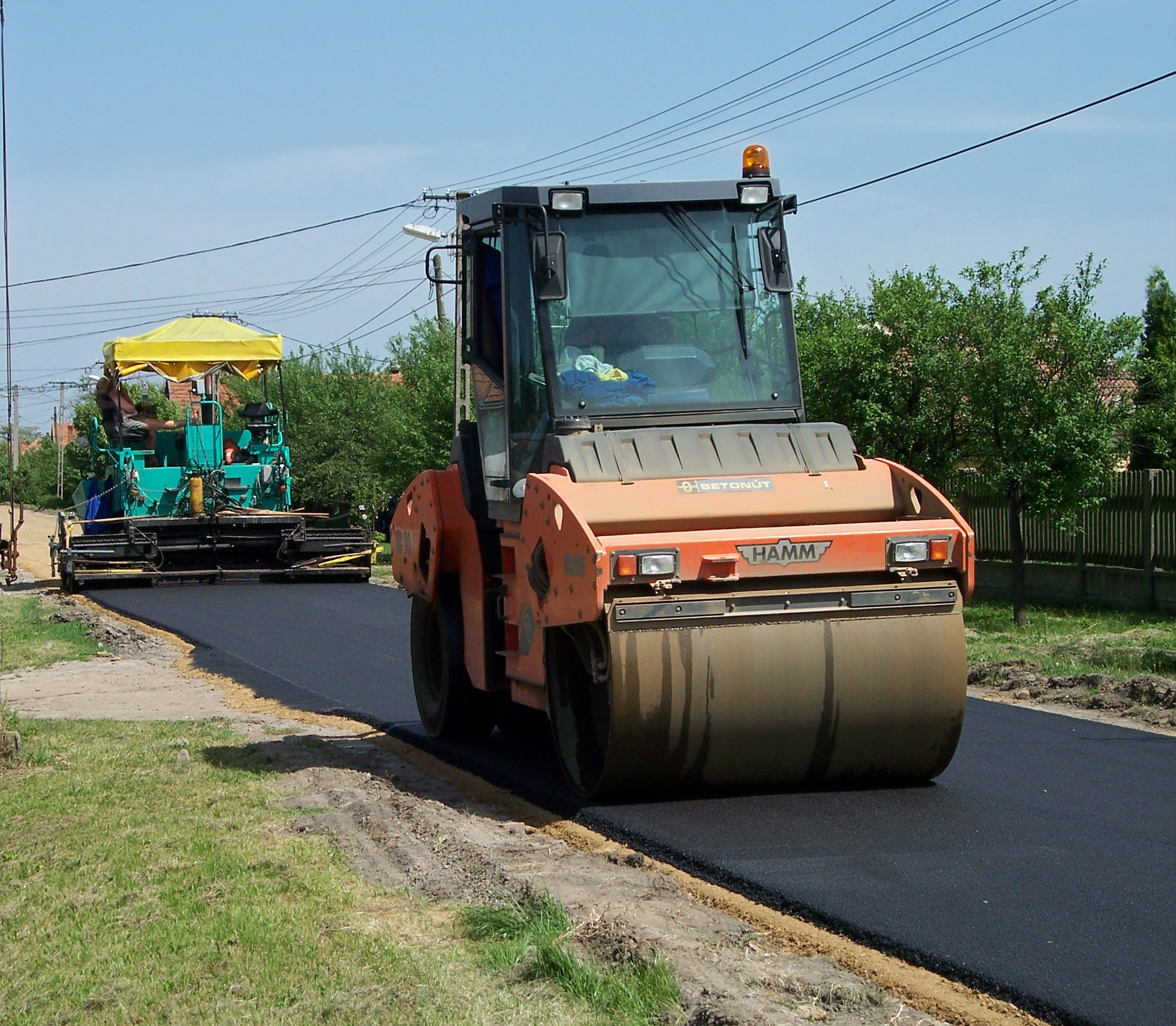
Lớp asphalt và xe lu

Xây dựng đường đòi hỏi việc tạo ra một tuyến đường vượt qua các vật cản địa lý và có cấp đủ thấp để cho phép phương tiện hay người đi bộ đi được. (pg15) và có lẽ cần phải đạt các tiêu chuẩn theo luật or official guidelines. Quá trình này thường bắt đầu với việc loại bỏ đất và đá bằng cách đào hay phá nổ, việc xây dựng các đường đắp cao, cầu và đường hầm, và loại bỏ các loại cây cối (điều này có thể liên quan tới việc phá rừng) và tiếp đó là một lớp vật liệu trải. Nhiều loại thiết bị làm đường được sử dụng trong xây dựng đường.
Sau khi việc thiết kế, phê chuẩn, lên kế hoạch, pháp lý và các xem xét tới môi trường đã được thực hiện việc gióng đường được thực hiện bởi một giám sát viên. Bán kính cong và độ nghiêng được thiết kế để phù hợp nhất với các cốt đất và giảm thiểu khối lượng đào đắp. (page34) Cần đặc biệt lưu ý tới việc bảo vệ các dấu mốc để tham khảo  (page59)
Đường bộ được thiết kế và xây dựng chủ yếu cho giao thông của phương tiện và người đi bộ. Các dự liệu về thoát nước và môi trường cần được đặc biệt quan tâm. Các thiết bị để kiểm soát xói lở và trầm lắng cần được xây dựng để hạn chế các hiệu ứng bất lợi. Các đường thoát nước được thi công với các khớp nối được hàn kín trong kiến trúc phụ của đường với các hệ số và đặc tính thoát thích ứng với vùng đất và hệ thống thoát nước chung. Các hệ thống thoát nước phải có khả năng tiêu thoát lưu lượng thiết kế cao nhất từ các cống phía trên và được sự cho phép của cơ quan chức năng liên quan về việc xả lượng nước đó vào trong một dòng suối, lạch, sông hay biển. (page38 to 40)

Một hố thu (để thu chất trầm lắng, sỏi, và đá) và một nguồn nước phải được bố trí trong hay ở khoảng cách thích hợp với địa điểm xây dựng. Sự cho phép từ cơ quan chức năng địa phương có thể là cần thiết với việc khai thác nước hay với thi công (nghiền và sàng) các loại vật tư cho nhu cầu xây dựng. Đất mặt và cây cối được lấy khỏi hố thu và lưu trữ cho việc khôi phục khu vực thi công sau này. Các dốc nghiêng trong khu vực đào đất không được lớn hơn tỷ lệ một dọc trên hai ngang vì các lý do an toàn. (trang 53 tới 56)

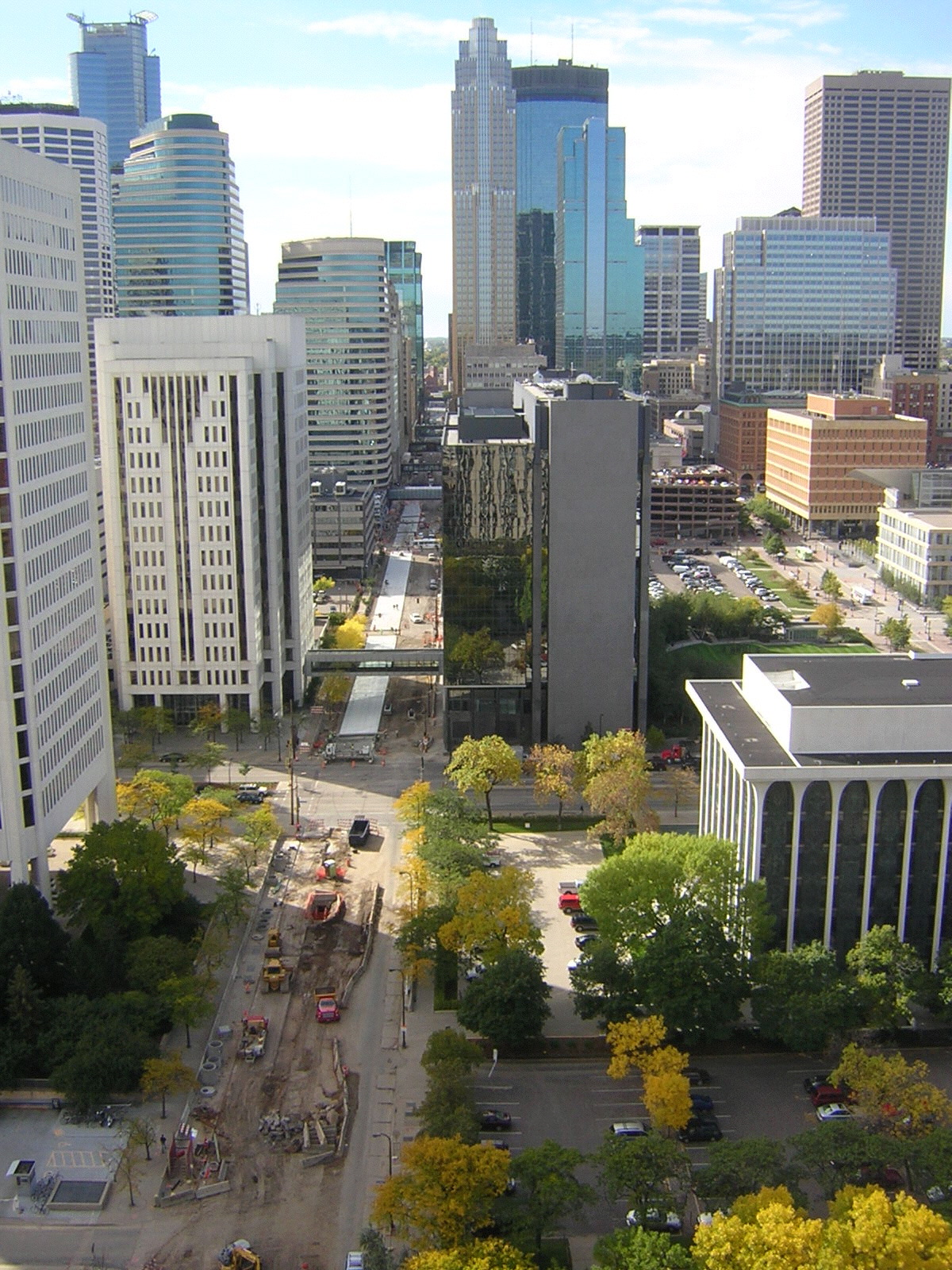
Xây dựng đường sá tại Marquette Avenue ở Minneapolis, Minnesota, Hoa Kỳ

Các bề mặt đường, hàng rào và toà nhà cũ cần phải bị dời đi trước khi việc xây dựng có thể bắt đầu. Cây cối trong khu vực xây dựng dường có thể được đánh dấu để giữ lại. Không được lấy đi lớp đất mặt của những cây được bảo vệ này và không được để vật liệu và thiết bị quanh khu vực có cây. Việc bồi thường hay thay thế có thể phải thực hiện nếu cây được bảo vệ bị hư hại. Đa số cây phải được che phủ bảo vệ rễ và phải được bảo quản sử dụng trong quá trình tái lập. Đất mặt thường được lột đi và lưu trữ ở gần đó để khôi phục dọc theo hai bên con đường mới được xây dựng. Gốc và rễ cây bị bỏ đi và các hố phải được đổ đầy lại theo yêu cầu trước khi công việc đào đắp bắt đầu. Việc khôi phục cuối cùng sau khi xây dựng đường được hoàn thành với việc gieo hạt, trồng cây, tưới nước và các hoạt động khác để tái lập khu vực thích hợp với các khu vực không bị ảnh hưởng xung quanh. (page 66 to 67)
Các quá trình đào đắp gồm đào đất, loại bỏ các vật liệu đất bùn, đổ đất mới, lu lèn, xây dựng và sắp xếp gọn gàng. Nếu đá nay các loại vật liệu không thích hợp khác bị phát hiện, nó phải bị loại bỏ, độ ẩm được giám sát và được thay thế bằng vật liệu đắp tiêu chuẩn được lu lèn tới 90% độ đặc. Nói chung việc phá nổ đá không nên được áp dụng với đáy đường. Khi một chỗ lõm phải được đổ đầy tới cấp đường đáy nguyên thủy được lu lèn chặt sau khi đất mặt đã bị loại bỏ. Việc lu lèn được thực hiện bằng "phương pháp lớp lu nén" theo đó một lớp vật liệu lèn được đổ sau đó được lu đạt các tiêu chuẩn, quá trình này được lặp lại cho tới khi đạt cốt yêu cầu. (page 68 to 69)
Con đường hoàn thành được hoàn thiện bởi lớp phủ hay cứ để nguyên bề mặt đá hay tự nhiên. Các kiểu bề mặt đường phụ thuộc vào các yếu tố kinh tế và mục đích sử dụng. Các cải tiến an toàn như biển báo giao thông, barrier, vạch kẻ đường, và các hình thức báo hiệu đường bộ khác cũng được lắp đặt.
Theo một báo cáo tháng 5 năm 2009 của American Association of State Highway and Transportation Officials (AASHTO) và TRIP — một tổ chức nghiên cứu giao thông Mỹ — việc lái xe trên đường trung bình khiến người lái xe Mỹ mất khoảng $400 một năm cho các chi phí phụ trội. Những người lái xe sống ở các khu vực đô thị có trên 250,000 dân trả tới $750 một năm bởi sự nhanh chóng xuống cấp xe, tăng chi phí bảo dưỡng, tốn thêm nhiên liệu, và thay lốp do điều kiện đường sá kém.

### Chi phí xây dựng

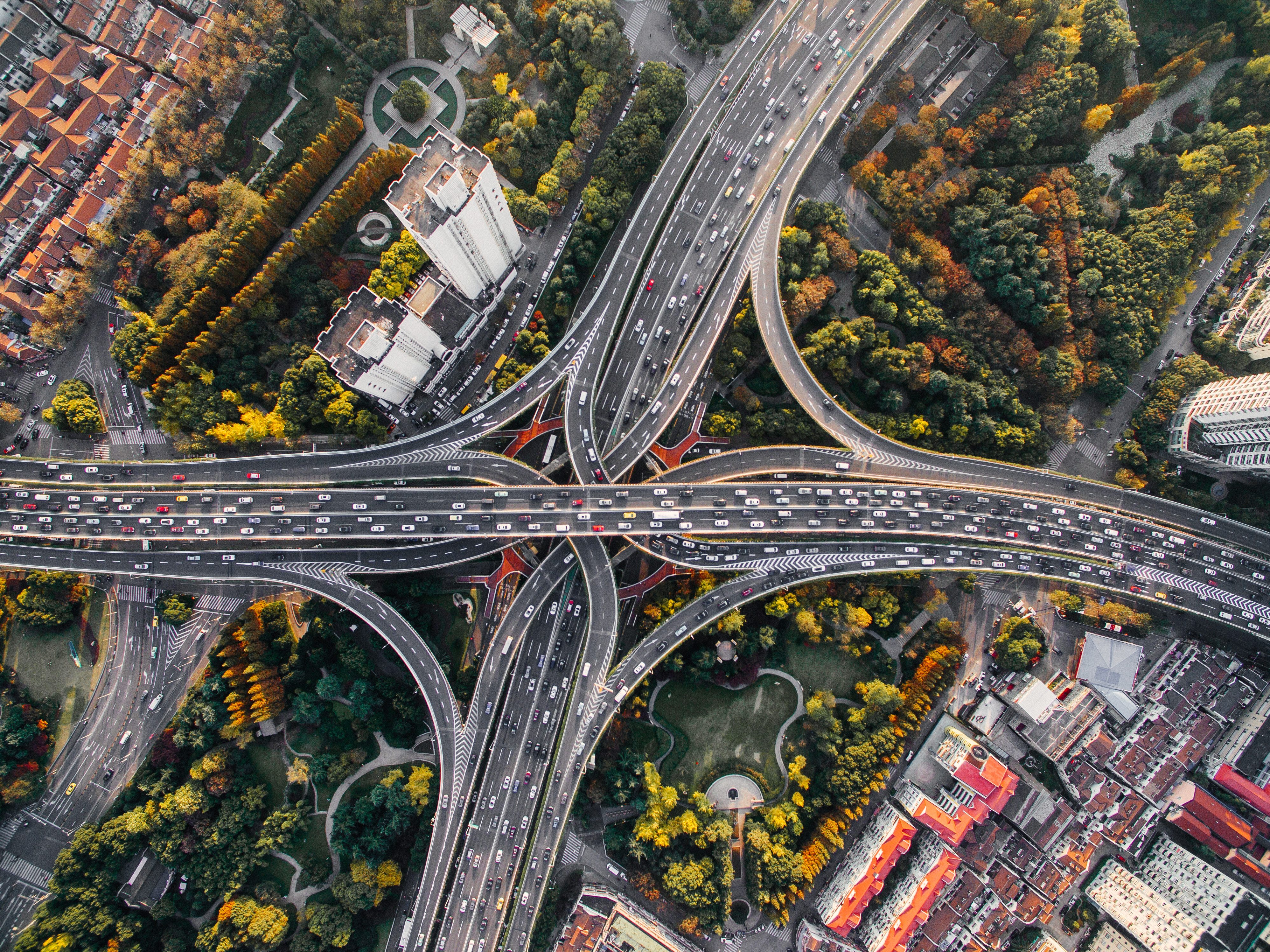
Nút giao thông khác mức đường Đông Diên An ở Thượng Hải, Trung Quốc.

Theo Cơ quan Đường bộ Tiểu bang New York (New York State Thruway Authority), chi phí để xây dựng đường nhiều làn ở một số bang đông bắc Hoa Kỳ là:
Chi phí trên dặm:
- Đường cao tốc có thu phí Connecticut: $3.449.000
- Đường cao tốc có thu phí New Jersey: $2.200.000
- Đường cao tốc có thu phí Pennsylvania (Đoạn mở rộng Delaware): $1.970.000
- Đường có thu phí Bắc Indiana: $1,790,000
- Đại lộ Garden State: $1.720.000
- Đường cao tốc có thu phí Massachusetts: $1.600.000
- Xa lộ, New York tới Pennsylvania Line: $1.547.000
- Đường cao tốc có thu phí Ohio: $1.352.000
- Đường cao tốc có thu phí Pennsylvania (xây dựng ban đầu): $736.000

### Thêm làn
Làn đường tính bằng một đường có chiều rộng mặt lát ít nhất là 5m, vừa đủ cho hai xe ô tô tránh nhau. Khi một đường đơn tuyến (single carriageway) được chuyển thành hai tuyến bằng cách xây dựng một tuyến riêng biệt nữa dọc theo tuyến đầu tiên, nó thường được gọi là duplication hay twinning. Tuyến đường nguyên bản được chuyển từ hai chiều thành một chiều, trong khi tuyến đường bên kia phục vụ chiều ngược lại. Tương tự cách biến các tuyến đường sắt từ đường đơn thành đường đôi, tuyến đường mới không phải luôn luôn được xây dựng dọc theo tuyến đường có sẵn.

## Đường giao thông tại Việt Nam
Tại Việt Nam, hiện nay sử dụng các khái niệm sau:
- Quốc lộ (national highway): đường có vai trò quan trọng trong mạng lưới toàn quốc về an ninh, kinh tế được Bộ Giao thông Vận tải quản lý thông qua Tổng cục đường bộ, đến Khu quản lý đường bộ, đến các Công ty quản lý và bảo dưỡng đường trực tiếp vận hành và quản lý.
- Tỉnh lộ (provincial highway): đường có vai trò quan trọng trong mạng lưới toàn tỉnh về an ninh, kinh tế và được Sở Giao thông Vận tải quản lý thông qua các Công ty quản lý và bảo dưỡng đường trực tiếp vận hành và quản lý.
- Đại lộ (boulevard): đường phố có quy mô lớn, có ý nghĩa đặc biệt và giữ vị trí quan trọng trong mạng lưới giao thông đô thị, đáp ứng yêu cầu hạ tầng kỹ thuật, thẩm mỹ và cảnh quan đô thị.
- Xa lộ (highway): đường lớn trên 4 làn xe (mỗi làn rộng ít nhất 5m)
- Đường cao tốc (expressway): đường dành cho những phương tiện chạy tốc độ cao trên 60 km/h, đường cao tốc là 1 dạng của xa lộ
- Đường ô tô: đường dành riêng cho các loại xe ô-tô, xe máy
- Đường liên huyện (huyện lộ): đường có vai trò an ninh, kinh tế trong mạng lưới toàn tỉnh, kết nối các huyện với nhau được và Sở Giao thông Vận tải xây dựng, quản lý và bảo dưỡng.
- Đường liên xã: đường có vai trò an ninh, kinh tế trong mạng lưới toàn huyện, kết nối các xã.
- Đường liên thôn: đường nối các thôn, làng với nhau.
- Đường làng (dirty road): đường trong làng còn gọi chung là đường làng ngõ xóm.
- Đường (road): lối đi lại được xác định trong quy hoạch đô thị có quy mô lớn về chiều dài, chiều rộng, gồm các trục chính trên địa bàn đô thị, các tuyến vành đai, liên tỉnh.
- Phố (street): lối đi lại được xác định trong quy hoạch đô thị, hai bên phố thường có các công trình kế tiếp nhau như nhà ở, cửa hàng.
- Ngõ (kiệt) (alley): lối đi lại nhỏ từ đường, phố vào các cụm dân cư đô thị. Từ "kiệt" được dùng ở Huế.
- Ngõ cụt (court): lối đi lại nhỏ vào thẳng cụm dân cư đô thị, từ đó không có đường thông sang cụm khác. Muốn thoát ra phải quay lại đầu ngõ.
- Ngách (hẻm) (alley): lối đi lại hẹp từ ngõ (kiệt) vào sâu trong các cụm dân cư đô thị.
- Đường lánh nạn (emergency lane): là đoạn đường cụt ở những vùng núi cao đèo dốc, được thiết kế cuối đường hơi dốc lên và ụ chắn, để tránh tai nạn cho các loại xe mất phanh, hoặc phải xử lý tình huống tránh gấp.
- Đường tránh (bypass): đường trên Quốc lộ vòng qua một đô thị nhằm tránh cho luồng giao thông trên quốc lộ khỏi xung đột với các luồng giao thông trong đô thị.
- Đường đê: đường làm trên đỉnh đê cho các loại xe
- Đường công vụ: đường phục vụ thi công tại các công trường, thường thì phá bỏ sau khi thi công. Tuy nhiên, cũng có đường công vụ được giữ lại và nâng cấp cho các giai đoạn sau.
- Hầm (tunnel): đoạn đường ngầm ngập dưới nước, vượt qua các suối ở vùng núi.

Trên thực tế, quy định nêu trên chỉ được áp dụng chặt chẽ tại Hà Nội và các đô thị phía Bắc. Tại thành phố Hồ Chí Minh, đại lộ được gọi là xa lộ; đường và phố được gọi chung là đường, còn ngõ và ngách được gọi chung là hẻm.
Tại thành phố Thanh Hóa, đường và phố được gọi chung là đường, còn từ phố được dùng để chỉ tổ dân phố hay khu phố. Ví dụ tại phường Đông Vệ có đường Kiều Đại chạy qua các phố Kiều Đại 1 và Kiều Đại 2, hoặc phố Ngô Thị Ngọc Dao nằm hai bên đường Lê Thánh Tông, phía gần Quốc lộ 1.